# Grete Bloch
Margarete Bloch (21 maart 1892 in Berlijn – precieze datum onbekend, jaar 1944, in concentratiekamp Auschwitz) was een vriendin van Felice Bauer en een correspondentievriendin van Franz Kafka. De 28 brieven die ze van Kafka ontving, gaf ze voor haar deportatie aan haar lerares Italiaans. Toen die overleed zijn de brieven, als bruikleen, in het Duitse Literatuurarchief Marbach terechtgekomen. Daarbij zijn ook de brieven en fragmenten die zij aan Bauer liet zien en die de basis vormden voor Kafka's roman Het proces.

## Levensloop
Grete Bloch was een dochter van handelsvertegenwoordiger Louis Bloch en zijn vrouw Jenny Bloch, geboren Meyerowitz (gestorven in 1922). Zij bezocht de hogere dochtersschool en daarna twee scholen voor de opleiding tot een beroep: Een school van de Lette-vereniging (nog bestaande vereniging, oorspronkelijk gericht op beroepsonderwijs voor vrouwen, opgericht in de 19e eeuw) en de handelsacademie Salomon in Berlijn. Na afronding van haar opleiding vond zij werk in de opkomende kantoormachinebranche en droeg zo aan een deel van het gezinsinkomen bij. (Uit dat inkomen werd ook haar medicijnen studerende broer Hans (1891 – 1944) onderhouden. Hans Bloch was een kartell-student (vereniging die voor Joodse leden in het vooroorlogse Duitsland het zelfvertrouwen wilde bevorderen). Zijn eerste literaire pogingen werden later aan Kafka voorgelegd.)
Van 1908 tot 1915 was zij in Berlijn en Wenen werkzaam bij handelsfirma’s. Mogelijk trof zij zo, voorafgaand aan oktober 1913, op de kantoormachinebeurs in Frankfurt aan de Main de eveneens uit Berlijn komende vier jaar oudere Felice Bauer, die ook in de kantoormachinebranche werkte. In ieder geval ontstond in die tijd een langdurige vriendschap tussen hen beiden.
Felice Bauer was sinds augustus 1912 met Kafka bevriend, die in een zeer intensive briefwisseling haar het hof maakte. Bloch maakte op 30 oktober 1913 tijdens een dienstreis van Berlijn naar Wenen, voor de eerste maal kennis met Franz Kafka. Zij trof hem in hotel “Schwarzes Ross” in Praag, waar zij probeerde om de intussen moeizame relatie tussen Bauer en Kafka vlot te trekken en hem daarvoor te bewegen naar Berlijn te reizen. Kafka begon nu ook een intensieve briefwisseling met Bloch, die het doel van haar reis ruimschoots oversteeg. Zo gebruikte hij haar als “klaagmuur” en kwamen ook privéproblemen van haar ter sprake. Op 7 april 1914, als een verkapt teken van zijn twijfel aan een huwelijk, stuurde hij haar Der Arme Spielman van Franz Grillparzer. Later probeerde hij haar op 24 juni voor een scholingsactiviteit in Praag te motiveren.
Na op de hoogte te zijn gebracht van de eerste verloving van Kafka met Felice Bauer (gesloten op 1 juni 1914, tweede Pinksterdag)   haalde Bloch de compromitterende correspondentie met hem tevoorschijn – sneed al te intieme passages eruit – waarna Felice Bauer met haar zus Erna en met Grete Bloch, voorzien van bewijsmateriaal uit de brieven aan Bloch, de huwelijksschuwe Kafka in zijn Berlijnse hotel Askanischer Hof aan een waar kruisverhoor onderwierpen. Het resultaat was dat Felice Bauer de verloving weer opzegde. Deze ontbinding van de verloving vond plaats op 12 juli 1914. Kafka noteerde in zijn dagboek op 23 juli 1914: "Het Gerechtshof in het hotel…schijnbare schuld van juffrouw Bloch." Kafka heeft zich nog keer aan Bloch gericht om haar om een oordeel te vragen over de roman Franziska van Ernst Weiss, die gaat over een driehoeksverhouding. Toen eindigde de regelmatige briefwisseling, waarvan bijna alleen de brieven van Kafka zijn overgebleven.
In oktober 1914 schreef FranzK nog een eenzame brief aan juffrouw Grete:  "Niet u hebt in de  Askanischer Hof over hem geoordeeld, maar hij is als rechter over zichzelf opgetreden", waarmee Kafka haar te kennen gaf geen rechtbank meer buiten hemzelf te erkennen. Kafka had zo wellicht de basis geschapen voor zijn roman Het proces. En Bloch heeft door haar handelen mogelijk niet bedoeld, onwetend en deels ongewild, een beslissende impuls gegeven voor de beëindiging van de eerste verloving tussen Kafka en Bauer, maar ook voor het schrijven van deze bekende roman..
Begin 1915 zorgde Bloch andermaal voor een treffen tussen Bauer en Kafka. Dit vond plaats in Boheems Zwitserland. Mogelijk hebben Bloch en Kafka elkaar in 1922 nog eens getroffen.
Vanaf december 1915 werkte Bloch voor de Berlijnse machinebouwfirma Adrema Maschinenbouwgesellschaft GmbH, die adresseermachines maakte. Ze was eerst secretaris van de bedrijfsleider Julius Goldschmidt en werd later gevolmachtigde. Zo werd ze een van de bestbetaalde vrouwen in de Weimar Republiek .
Na de machtsovername in 1933 werd het in september 1935 voor Joden verboden voor een dergelijk bedrijf werkzaam te zijn. Goldschmidt werd in Zwitserse ballingschap gedwongen. Bloch hielp hem bij de opbouw van een nieuw bedrijf daar. Maar hij stierf in 1936 en het beginnende bedrijf werd ontbonden. Enige tijd verbleef Bloch bij Felice Bauer-Marasse in Genève. Vandaar reisde zij naar haar broer Hans in Palestina. Maar zij kon daar niet aarden en ging terug naar Europa en vestigde zich in Italië, waar ze in Florence leefde van schrijfwerk. Haar problemen met haar Joods-zijn wist ze met moeite te omzeilen tot de Duitsers Italië in september 1943 bezetten en zij in  mei 1944 werd gearresteerd. Vervolgens werd ze naar Auschwitz gedeporteerd en daar vermoord.
- Bibliothèque nationale de France: cb166375194 (data)
- Gemeinsame Normdatei: 1017957134
- International Standard Name Identifier: 0000 0003 5832 7965
- Library of Congress Control Number: no2011176538
- Nationale Bibliotheek van Tsjechië: pna2012680185
- Nationale Bibliotheek van Israël: 987012492475005171
- Système universitaire de documentation: 167720236
- Virtual International Authority File: 206884490
- WorldCat: E39PBJq6YfJmcrVJCBKxx8mjmd